# Fredrik Liliegren
Per Fredrik Liliegren, född 5 december 1969 i  Lund, var en av grundarna till den svenska datorspelsutvecklaren Digital Illusions CE. Genombrottet kom i början av 90-talet med flipperspelet Pinball Dreams. Största succén har varit Battlefieldserien. 
Liliegren var tidigare verksam som VD vid det kanadensiska spelproduktionsbolaget Redjade i London, Ontario. Sedan 2009 VD och delägare i spelproduktionsbolaget Antic Entertainment i samma stad. Företaget tilldelades 2009 Canadian new media award för onlinespelet Junk battle. Numera anställd på Nvidia.